# Association pour le Jazz et la Musique Improvisée

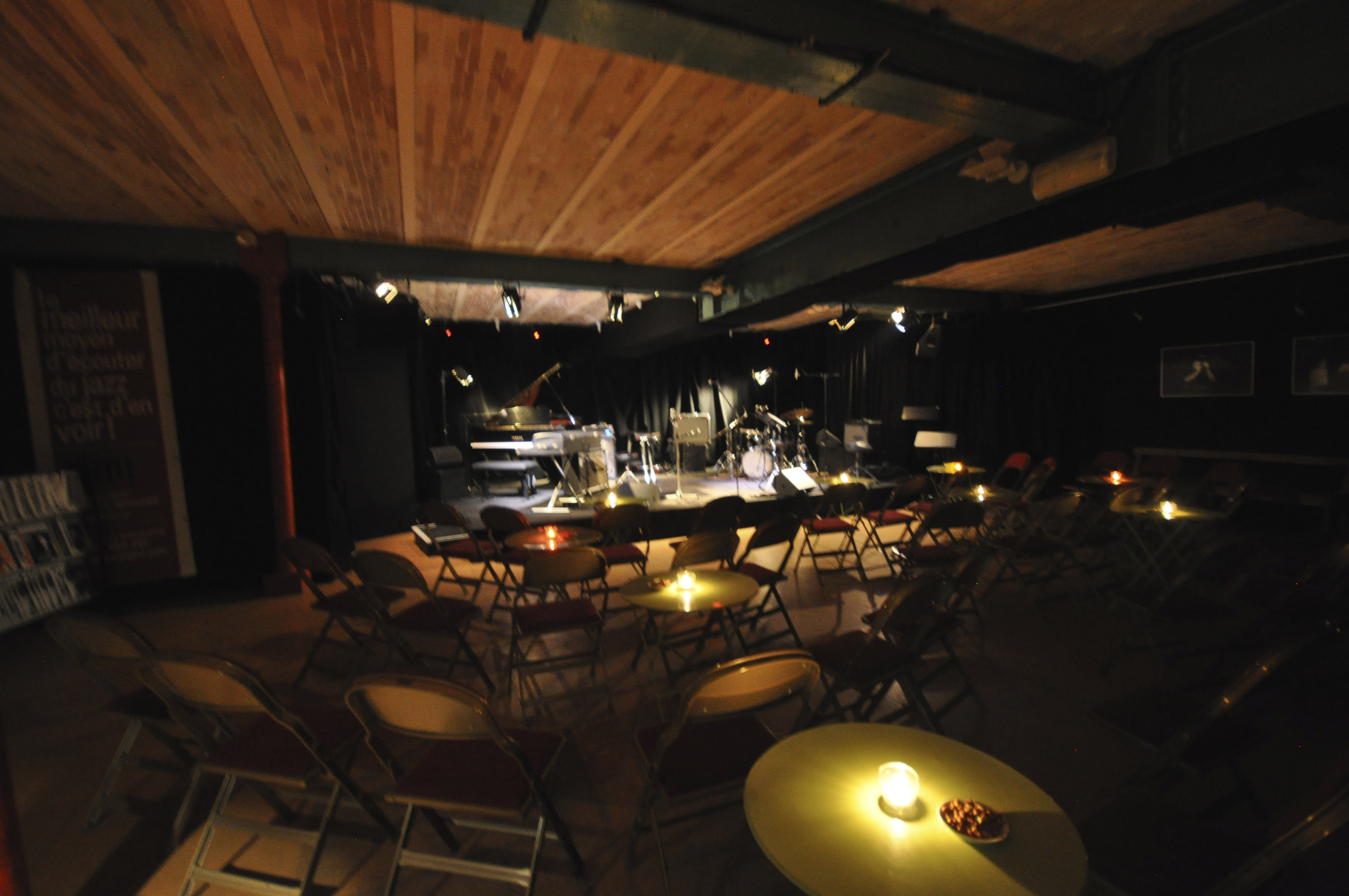
La salle de l'AJMi - 2013

Notes
Le meilleur moyen d'écouter du Jazz c'est d'en voir!
L'AJMi, (Association pour le Jazz et la Musique Improvisée) créée en 1978 est une association basée à Avignon. 
Labellisée SMAC (Scènes de musiques actuelles), elle est membre de l’AFIJMA-AJC, des Allumés du Jazz (fédération de 58 labels indépendants) et correspondante de l’IRMA.
Elle accueille sur scène des artistes connus et reconnus au niveau national et international. Elle déclare défendre l'image d'un jazz créatif et dynamique. Depuis 1995, elle possède une salle de spectacle au sein de ses locaux avignonnais.
L'AJMi propose des concerts toute l'année, en moyenne un par semaine, soit une quarantaine par an. La jauge étant de 150 places. Elle organise également des conférences animées par Jean-Paul Ricard, ainsi que des Jam sessions une fois par mois, le slogan de l'AJMi étant « Le meilleur moyen d'écouter du jazz c'est d'en voir ! »
L’association a créé son propre label en 2001, AJMiSeries, sur lequel elle produit des artistes qu’elle soutient dans leur travail de création. 

## Label
Le label compte 23 références, dont deux albums disponibles en version classique et limitée. L'AJMi a travaillé en lien avec les élèves de l'école supérieure d'arts d'Aix-en-Provence pour réaliser les pochettes d'albums des références 22 et 23, Solo pour trois de Guillaume Séguron et l'album hommage à Jimi Hendrix The Wind Cries Jimi par Rémi Charmasson Quintet,,,.

## Festivals organisés par l'AJMi
- De 2004 à 2008 Jazz à Saumane (fin mai - début juin)
- De 2010 à 2012 Jazz à la Tour[6],[7] (août - à la Tour d'Aigues)
- Depuis 2013, Têtes de Jazz[8]! (en juillet, durant le Festival d'Avignon)

Têtes de Jazz! est un rendez-vous jazz pendant le Festival d'Avignon fait de rencontres-débats, concerts et ciné-concerts,,. Projet coopératif  réalisé en 2013 avec les partenaires suivants: les cinémas Utopia, le Théâtre des Doms, la région PACA, Musique Sacrée en Avignon, l’ARFI, le label Emouvance, Colore et Jazz Partage, Jazzus Productions, le Sacre du Tympan, AFIJMA-AJC, Das Kapital et les Hauts Plateaux.

### Programme de Têtes de Jazz! 2013
- Rencontre-débat : La présence du Jazz dans les scènes généralistes
- À la vie, la mort — tableau-concert
- Monsieur Méliès et Géo Smile — ciné-concert
- Metropolis — ciné-concert

#### Concerts
- Papanosh
- Tomassenko Trio - Antifreez Solution
- Marcel & Solange
- Charmasson / Tchamitchian Duo
- Das Kapital
- Guillaume Séguron Trio
- Reis / Demuth / Wiltgen Trio
- Fred Pallem & Le Sacre du Tympan[13],[14]
- Bonacina / Simcock / Benita Trio
- Emile Parisien 4TET[15]
- Stéphane Kerecki / John Taylor Duo
- Vincent Peirani Trio "Thrill Box"[16]
- Luis Vina "Mobile"[17]
- Guillaume Roy Solo